# Bernard Mandeville (philosophe)
Pour les articles homonymes, voir Mandeville et Bernard Mandeville.
Bernard Mandeville, ou parfois de Mandeville (sans fondement), né le 15 novembre 1670 à Rotterdam et mort le 21 janvier 1733 à Hackney, est un écrivain néerlandais, puis britannique dès 1690.

## Biographie
Arrière petit-fils de Michel de Mandeville, huguenot normand émigré aux Pays-Bas vers 1595, Mandeville naît à Rotterdam ou dans ses environs. Il étudie la philosophie et la médecine à l'université de Leyde et devient docteur en médecine en 1691, et s'installe en 1693 en Angleterre pour le reste de sa vie. Il épousé Ruth Elizabeth Laurence en 1699, a au moins deux enfants avec de cette union. Il s'associe rapidement « The Repository », cercle intellectuel rassemblé autour du médecin néerlandais Johannes Groenevelt. Mandeville rapidement commence à publier des traductions en anglais, notamment des fables de Jean de La Fontaine en 1703, et des satires à connotation politique, comme The Pamphleteers. A Satyr (1703). Au cours de sa vie, il produit des polémiques pro-whigs, « de la poésie burlesque, des satires, des traités médicaux, des articles de périodiques, un traité sur la religion, une étude sur la criminalité et un projet de maisons closes publiques ». Les anecdotes du XVIIIe siècle qui subsistent le caractérisaient comme un esprit de taverne.
Il est connu principalement pour son poème La Fable des abeilles, publié une première fois en 1705 sous le titre The Grumbling Hive, or Knaves Turn'd Honest et réédité et commenté en 1714-1723 sous le titre Fable of the Bees: or, Private Vices, Publick Benefits.
Il soutient l'idée que le vice, qui conduit à la recherche de richesses et de puissance, produit involontairement de la vertu parce qu'en libérant les appétits, il apporte une opulence supposée ruisseler du haut en bas de la société. Aussi, Mandeville estime que la guerre, le vol, la prostitution, l'alcool et les drogues, la cupidité, etc., contribuent finalement « à l'avantage de la société civile » : « Soyez aussi avide, égoïste, dépensier pour votre propre plaisir que vous pourrez l’être, car ainsi vous ferez le mieux que vous puissiez faire pour la prospérité de votre nation et le bonheur de vos concitoyens ».
Sa philosophie a notamment influencé les économistes Adam Smith, et Hayek (qui s'intéresse en particulier à son travail psychologique). C'est surtout Keynes qui l'a remis à l'honneur dans son Essai sur Malthus et dans la Théorie générale. Keynes le considère comme un précurseur du fondement de sa propre théorie de l'insuffisance de la demande effective.

## Bibliographie

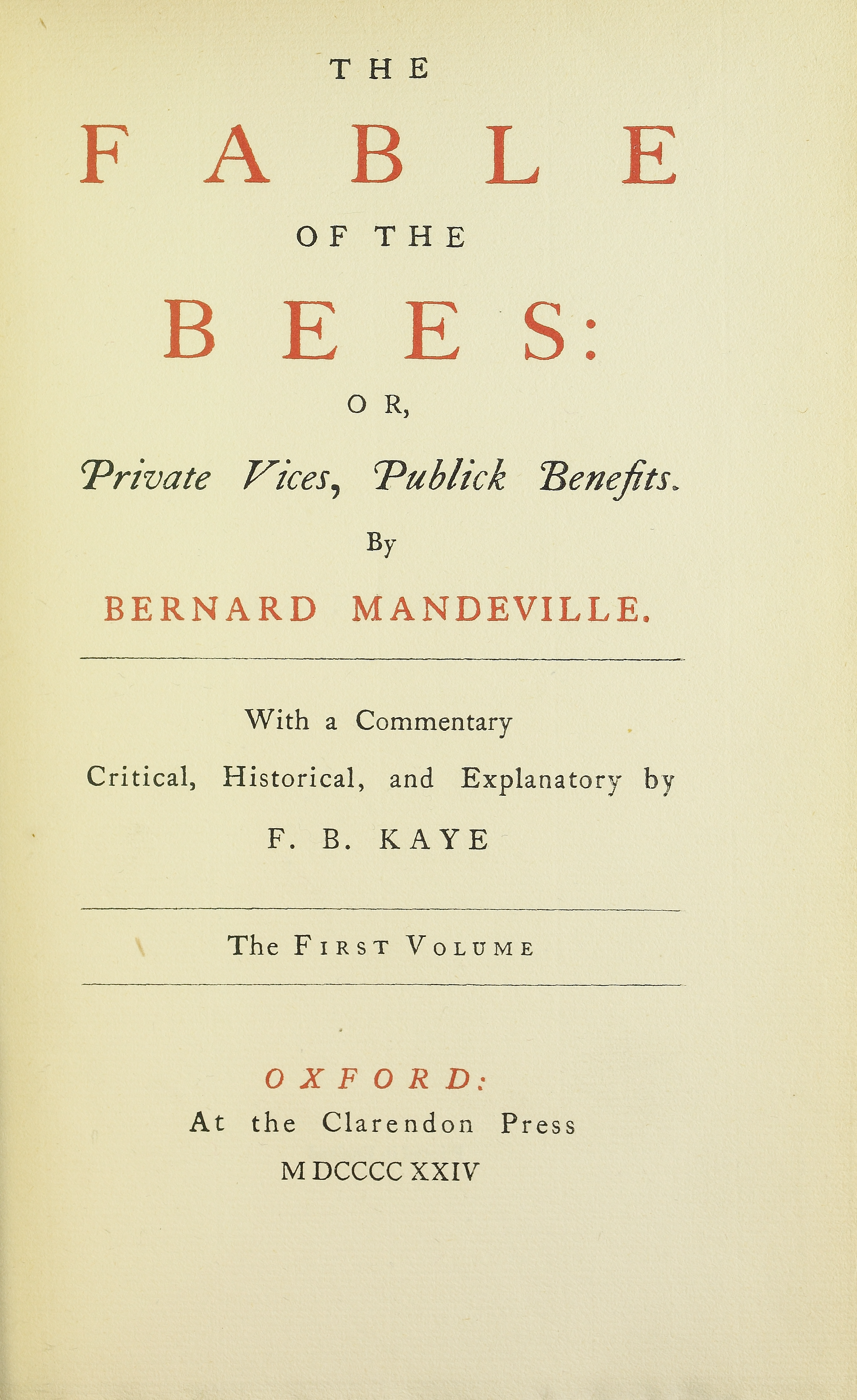
The Fable of the bees, 1924

### Traductions en français
- La Fable des abeilles (1714) : La Fable des abeilles, 1re partie, suivie de Essai sur la charité et les écoles de charité et de Défense du livre, Vrin, coll. « Bibliothèque des textes philosophiques », 1998,  (ISBN 2711681548) ; La fable des abeilles: Deuxième partie (1729), Vrin, coll. « Bibliothèque des textes philosophiques », 2002, introd., trad., index et notes par Lucien et Paulette Carrive  (ISBN 2711610888)
- Un traité sur les passions hypocondriaques et hystériques, Ellug, 2012,  (ISBN 2843102219)
- La ruche bourdonnante ou Les crapules virées honnêtes, mise en vers français de Daniel Bartoli, préface et postface de François Dagognet, traduction de The grumbling hive or Knaves turn'd honest, Éd. la Bibliothèque, 2006  (ISBN 978-2-909688-41-1)
- Pensées libres sur la religion, sur l'Église, et sur le bonheur national, manuscrit Montbret 475 de la Bibliothèque municipale de Rouen, éd. par Paulette Carrive et Lucien Carrive, traduction de Free thoughts on religion, the Church and national happiness, H. Champion, 2000  (ISBN 2-7453-0305-8)